# Inštitut za organizacijo in informatiko Ekonomsko-poslovne fakultete v Mariboru
Inštitut za organizacijo in informatiko deluje v okviru Raziskovalno-izobraževalnega centra Ekonomsko-poslovne fakultete Univerze v Mariboru.